# استرلیک
استرلیک (به هلندی: Oosterleek) یک منطقهٔ مسکونی در هلند است که در درخترلاند واقع شده‌است.